# A. J. 에이어

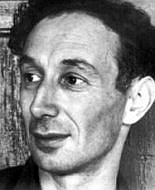

앨프리드 줄스 에이어 경(Sir Alfred Jules Ayer, 1910년 10월 29일 ~ 1989년 6월 27일)은 영국의 철학자로, 논리실증주의의 대표적 철학자 중 하나이다.
1946년 런던 대학교 교수, 1959년부터 옥스퍼드 대학교 교수를 역임하였다.
초기 논리실증주의자의 대부분은 명제의 의미성을 확인할 때 그 명제의 각 부분이 감각적 경험에 의해 완전하게 검증될 가능성을 요구하였으나, 에이어는 조건을 완화하여 언제나 가설에 지나지 않는 경험과학의 명제는 부분적 검증이 가능하면 유의미, 그것조차 불가능하면 형이상학적 명제라고 하였다. 그리고 윤리적 명제는 주관적 정서의 표현에 지나지 않는다는 이유로 규범학(規範學)으로서의 윤리학의 성립은 불가능하다고 주장하였다.

## 서훈
- 1970년 기사작위(Knight Bachelor) 서임

## 같이 보기
- 아 프리오리와 아 포스테리오리